# Teo Escamilla
Teodoro Escamilla Serrano — né le 23 octobre 1940 à Séville (Espagne) et mort le 21 décembre 1997 à Matanzas (Cuba), — est un directeur de la photographie espagnol, connu comme « Teo » Escamilla (parfois crédité Teodoro Escamilla).

## Biographie
Après des débuts comme deuxième assistant opérateur ou cadreur, il est chef opérateur sur cinquante-trois films — majoritairement espagnols ou en coproduction — sortis entre 1974 et 1998 (peu après sa mort prématurée fin 1997 d'une crise cardiaque, à 57 ans).
Teo Escamilla est l'un des directeurs de la photographie attitrés de Carlos Saura, depuis Cría cuervos (1976, avec Geraldine Chaplin et Mónica Randall) jusqu'à La Nuit obscure (1989, avec Juan Diego et Fernando Guillén), en passant notamment par Noces de sang (1981, avec Antonio Gades et Cristina Hoyos) et L'Amour sorcier (1986, également avec Antonio Gades et Cristina Hoyos).
Parmi les autres réalisateurs avec lesquels il collabore, citons Manuel Gutiérrez Aragón (ex. : Le Cœur de la forêt en 1979, avec Ángela Molina) et Jaime de Armiñán (ex. : El nido en 1980, avec Ana Torrent).
Durant sa carrière, il obtient cinq nominations au prix Goya de la meilleure photographie (voir détails ci-dessous), dont un gagné pour L'Amour sorcier précité.
Par ailleurs, pour la télévision espagnole, Teo Escamilla contribue à trois séries, respectivement en 1984, 1989 et 1991.

## Filmographie partielle

### Directeur de la photographie
Réalisations de Carlos Saura
- 1976 : Cría cuervos
- 1977 : Elisa, mon amour (Elisa, vida mía)
- 1978 : Les Yeux bandés (Los ojos vendados)
- 1979 : Maman a cent ans (Mamá cumple cien años)
- 1981 : Vivre vite ! (Deprisa, deprisa)
- 1981 : Noces de sang (Bodas de sangre)
- 1982 : Doux moments du passé (Dulces horas)
- 1982 : Antonieta
- 1983 : Carmen
- 1984 : Los zancos
- 1986 : L'Amour sorcier (El amor brujo)
- 1988 : El Dorado
- 1989 : La Nuit obscure (La noche oscura)

Autres réalisateurs
- 1976 : La ciutat cremada d'Antoni Ribas
- 1977 : Nunca es tarde de Jaime de Armiñán
- 1978 : Sonámbulos de Manuel Gutiérrez Aragón
- 1978 : Las palabras de Max d'Emilio Martínez Lázaro
- 1979 : Le Cœur de la forêt (El corazón del bosque) de Manuel Gutiérrez Aragón
- 1980 : El nido de Jaime de Armiñán
- 1981 : Maravillas de Manuel Gutiérrez Aragón
- 1982 : En septiembre de Jaime de Armiñán
- 1984 : Un été d'enfer de Michael Schock
- 1984 : Le Passeur (Río abajo) de José Luis Borau
- 1984 : Feroz de Manuel Gutiérrez Aragón
- 1985 : Stico de Jaime de Armiñán
- 1985 : La hora bruja de Jaime de Armiñán
- 1986 : Tata mía de José Luis Borau
- 1987 : Mi general de Jaime de Armiñán
- 1988 : Berlín Blues de Ricardo Franco
- 1994 : Al otro lado del túnel de Jaime de Armiñán
- 1995 : El rey del río de Manuel Gutiérrez Aragón
- 1997 : Cosas que dejé en La Habana de Manuel Gutiérrez Aragón

### Autres fonctions
- 1966 : La Chasse (La caza) de Carlos Saura (cadreur)
- 1967 : Peppermint frappé (titre original) de Carlos Saura (2e assistant opérateur)
- 1969 : La Madriguera de Carlos Saura (2e assistant opérateur)
- 1970 : Le Jardin des délices (El jardín de las delicias) de Carlos Saura (2e assistant opérateur)
- 1973 : L'Esprit de la ruche (El espíritu de la colmena) de Victor Erice (cadreur)
- 1973 : Anna et les Loups (Ana y los lobos) de Carlos Saura (2e assistant opérateur)
- 1974 : La Cousine Angélique (La prima Angélica) de Carlos Saura (cadreur)
- 1975 : Le Blanc, le Jaune et le Noir (Il bianco, il giallo, il nero) de Sergio Corbucci (cadreur)

## Distinctions (sélection)

### Nominations
- Prix Goya de la meilleure photographie :
  - En 1989, pour El Dorado et Berlín Blues ;
  - Et en 1990, pour La Nuit obscure et Montoyas y Tarantos.

### Récompense
- 1987 : Prix Goya de la meilleure photographie, pour L'Amour sorcier.